# Pallacanestro Olimpia Milano 1963-1964
Questa voce raccoglie le informazioni riguardanti la Pallacanestro Olimpia Milano nelle competizioni ufficiali della stagione 1963-1964.

## Verdetti stagionali
- Elette FIP 1963-1964: 2ª classificata su 14 squadre (23 partite vinte su 26)[1]
- Coppa dei Campioni: Semifinali[1]

## Area tecnica
- Allenatore:  Cesare Rubini[1]